# Steinkreuz bei Seiboldsmühle

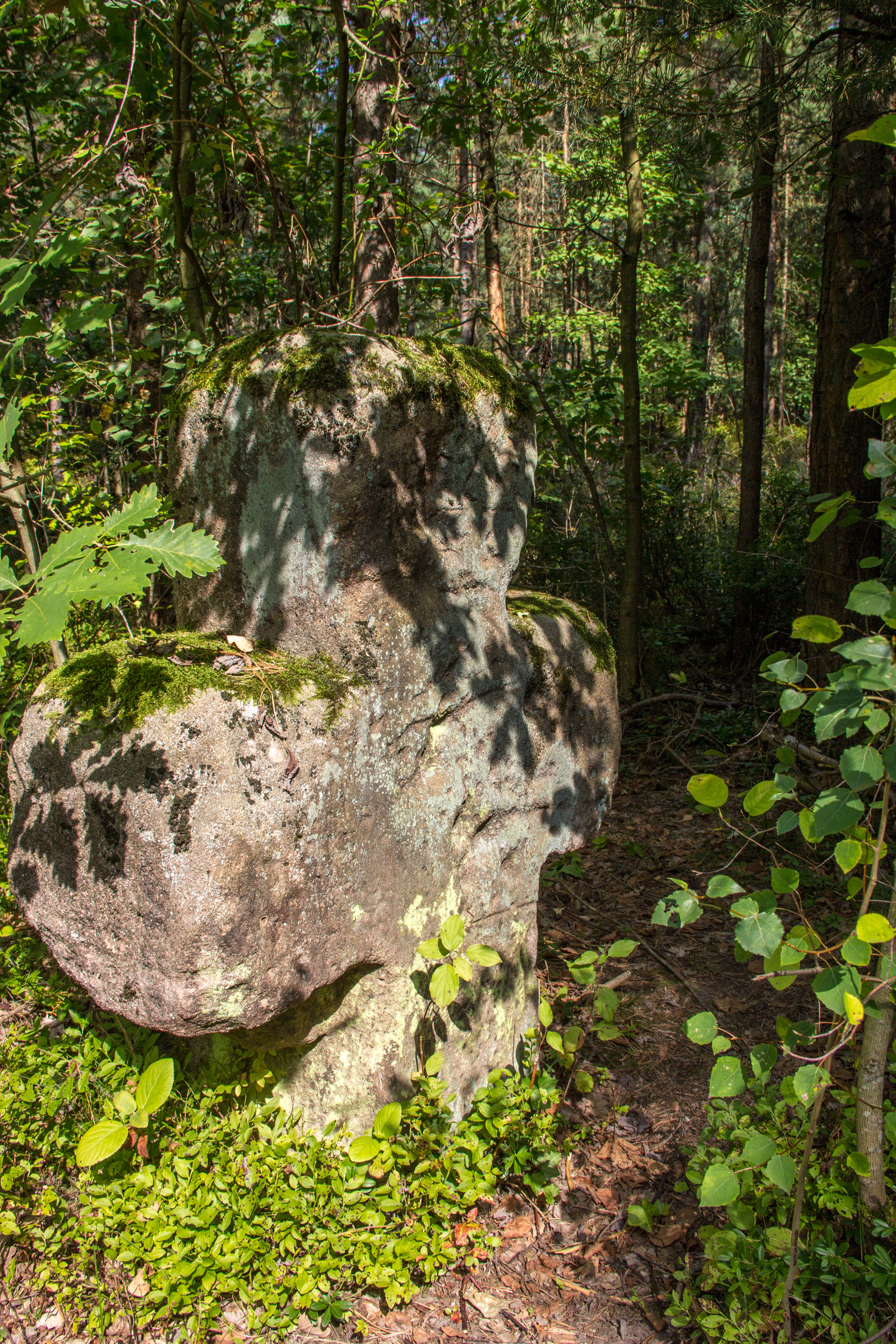
Steinkreuz bei Seiboldsmühle

Das Steinkreuz bei Seiboldsmühle ist ein historisches Steinkreuz östlich von Seiboldsmühle, einem Gemeindeteil der mittelfränkischen Stadt Heideck im Landkreis Roth (Bayern).

## Lage
Das Kleindenkmal steht am östlichen Ortsrand von Seiboldsmühle an einem Waldrand im Auslauf der Oberrödeler Straße, jedoch bereits auf dem Gemeindegebiet der Stadt Hilpoltstein.

## Beschreibung

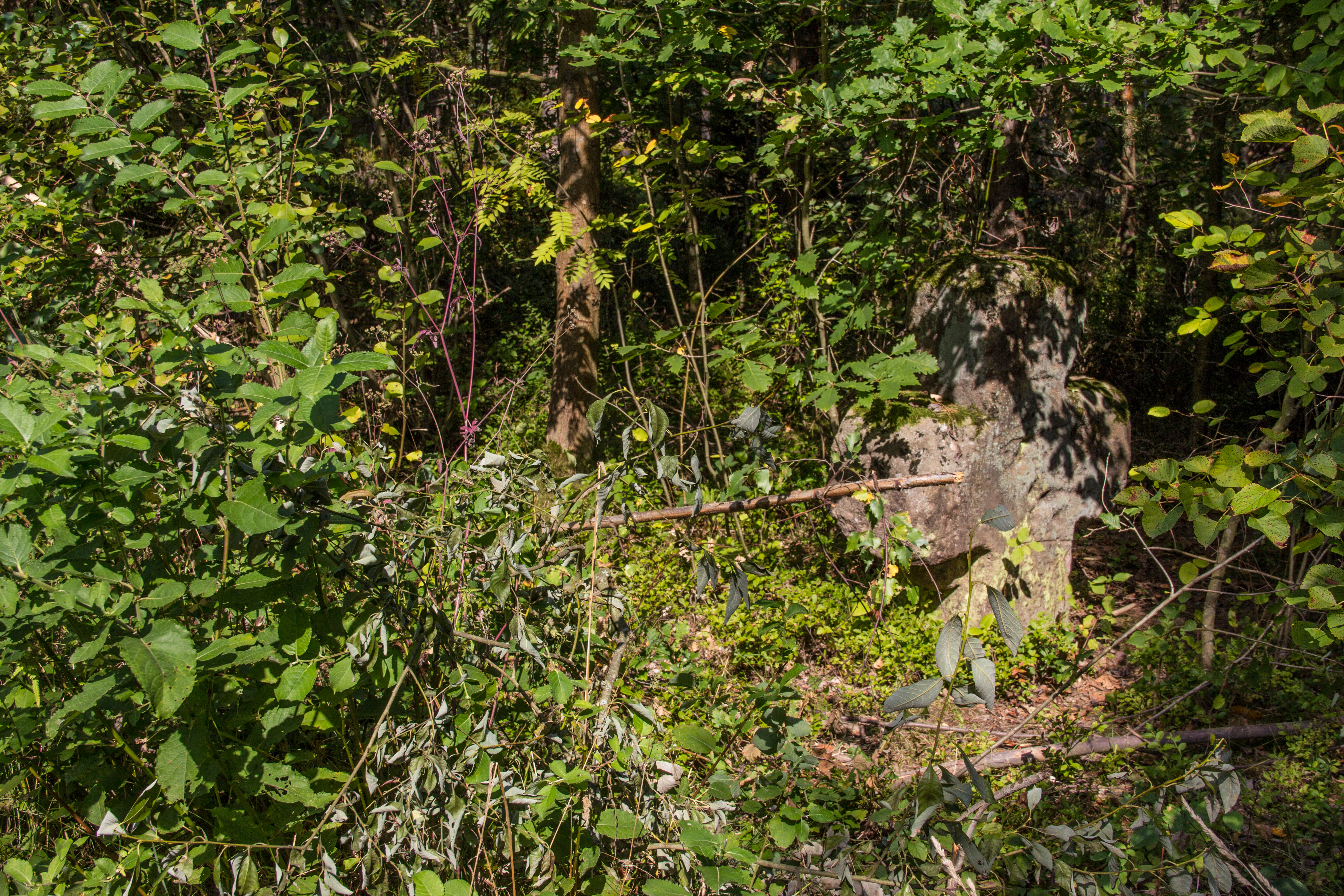
Standort

Das wuchtig wirkende Steinkreuz besteht aus quarzhaltigem Sandstein, hat mäßige Verwitterungsspuren und die Abmessungen 130 × 90 × 35 cm. Unter dem Kreuzbalken sind beidseitig Armstützen vorhanden. Im Kreuzungsbereich sind einige Wetzrillen und das Relief einer Gefäßfigur zu erkennen. Buchstaben sind im oberen Bereich des Steinkreuzes ablesbar.

## Geschichte
Das Steinkreuz ist wohl mittelalterlich. Es handelt sich um ein zeittypisches Sühnekreuz. Die vorhandenen Einritzungen sind möglicherweise mit dem Beruf des Ermordeten in Verbindung zu bringen, vielleicht ein Hafner (Töpfer) oder ein Müller aus der benachbarten Fichtenmühle.
Geschichtlicher Hintergrund aus dem Jahr 1485 findet sich im Heidecker Stadtgerichtsbuch:
„Haintz Seubat von Tiefenbach, hat aus Irrung und Zwietracht den Totschlag an dem Gilgen Reichel aus Heideck begangen. Von den Spruchmännern und Geschworenen, wurde folgende Urteilsauflage erlassen: "Eine Pilgerfahrt nach Rom, eine weitere nach Aachen, dreyssig Mess lesen lassen und funffzehen Pfund Wachs darzue prennen, ein staynes Kreutz syben Schuch ob Erde und drey darunter setzen". Ausserdem musste Seubat an die Erben des Getöteten 30 Gulden rheinisch entrichten, zahlbar zu je fünf Gulden jedes Jahr am Tag St. Pauli Bekehrung (25. Januar). Sechs namentlich genannte Bürger hatten notfalls dafür einzustehen.“